# Guillermo del Riego
Guillermo del Riego Gordón (Benavides, 11 de septiembre de 1958) es un deportista español que compitió en piragüismo en la modalidad de aguas tranquilas.
Participó en tres Juegos Olímpicos de Verano, entre 1976 y 1984, obteniendo una medalla de plata en Moscú 1980 en la prueba de K2 500 m.

## Palmarés internacional
| Juegos Olímpicos | Juegos Olímpicos | Juegos Olímpicos | Juegos Olímpicos |
| Año              | Lugar            | Medalla          | Competición      |
| ---------------- | ---------------- | ---------------- | ---------------- |
| 1980             | Moscú (URSS)     | Medalla de plata | K2 500 m         |